# Bitwa o Mersa Matruh
Bitwa o Mersa Matruh – bitwa stoczona w dniach 26–29 czerwca 1942 roku w następstwie porażki brytyjskiej 8 Armii gen. Claude Auchinlecka w bitwie pod Gazalą w czasie kampanii afrykańskiej II wojny światowej. Po stronie państw Osi walczył w niej Afrika Korps gen. Erwina Rommla, składający się z jednostek niemieckich i włoskich. Siły alianckie składały się z X i XIII Korpusu 8 Armii wycofujących się do Egiptu.
Rommel zamierzał zaatakować i zniszczyć formacje piechoty alianckiej, zanim Brytyjczycy będą mieli szansę się przegrupować. Wojska Osi przecięły linię odwrotu X i XIII Korpusu, ale były zbyt słabe, aby powstrzymać wroga przed przebiciem się. Twierdza Mersa Matruh upadła i 6 tys. żołnierzy brytyjskich zostało schwytanych, wraz z dużą ilością zapasów i sprzętu, ale 8 Armia przetrwała i zachowała zdolność do walki.

## Tło sytuacyjne
Po klęsce 8 Armii pod Gazalą siły alianckie zostały zmuszone do wycofania się na wschód. Brytyjczycy opuścili garnizon w Tobruku, który miał być wystarczająco silny, aby utrzymać port w osamotnieniu, podczas gdy główne siły 8 Armii przegrupowały się i uzupełniły swoje straty. Brytyjskie dowództwo nie przygotowało miasta na długotrwałe oblężenie i planowało powrócić z odsieczą dla załogi Tobruku w ciągu dwóch miesięcy. Nagłe zdobycie Tobruku przez siły niemiecko-włoskie w ciągu dnia było szokiem. Poddanie się Tobruku było wielkim ciosem dla morale Brytyjczyków. Jego upadek sprawił, że państwa Osi miały port potrzebny do tego, aby wesprzeć natarcie na kierunku egipskim i nie musiały już pozostawiać sił na tyłach do izolowania oblężonego miasta. Po półtora roku walk Afrika Korps był w stanie uderzyć na Egipt.

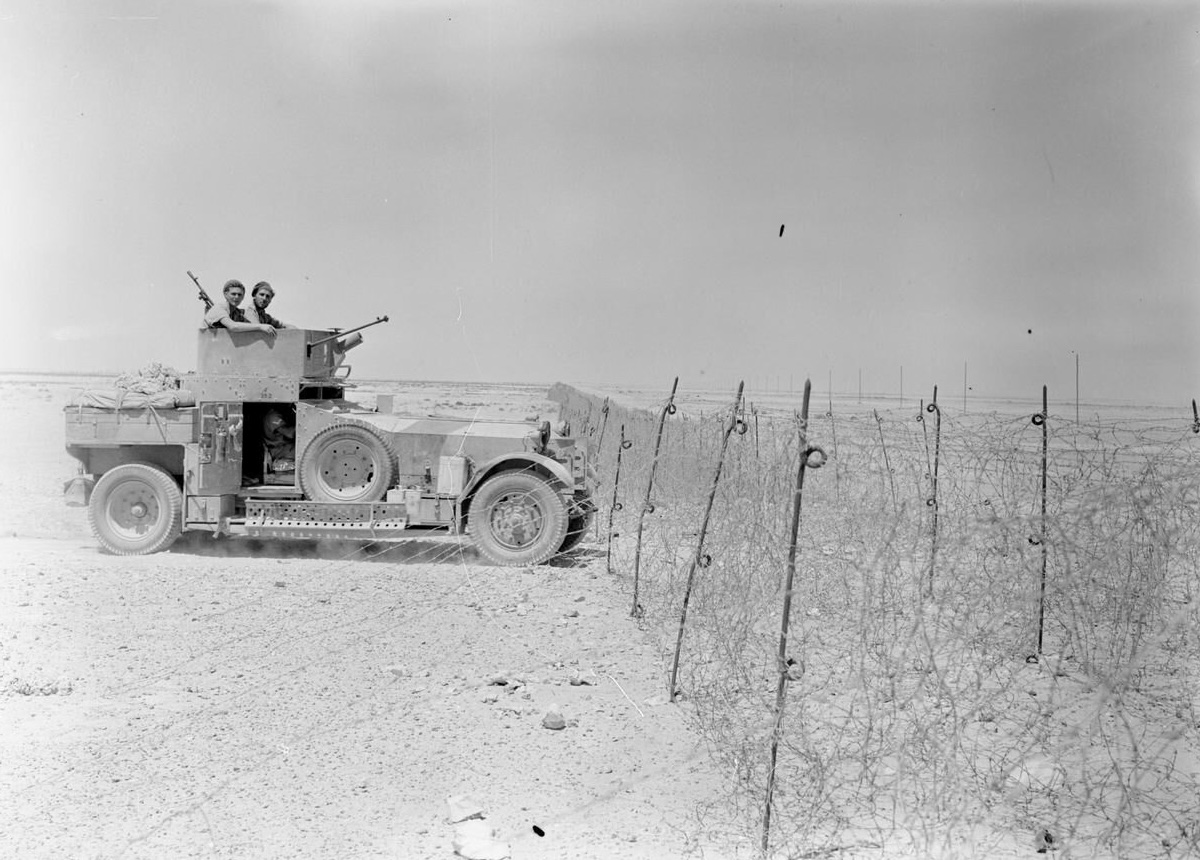
„Drut” wyznaczający granicę pomiędzy Cyrenajką a Egiptem

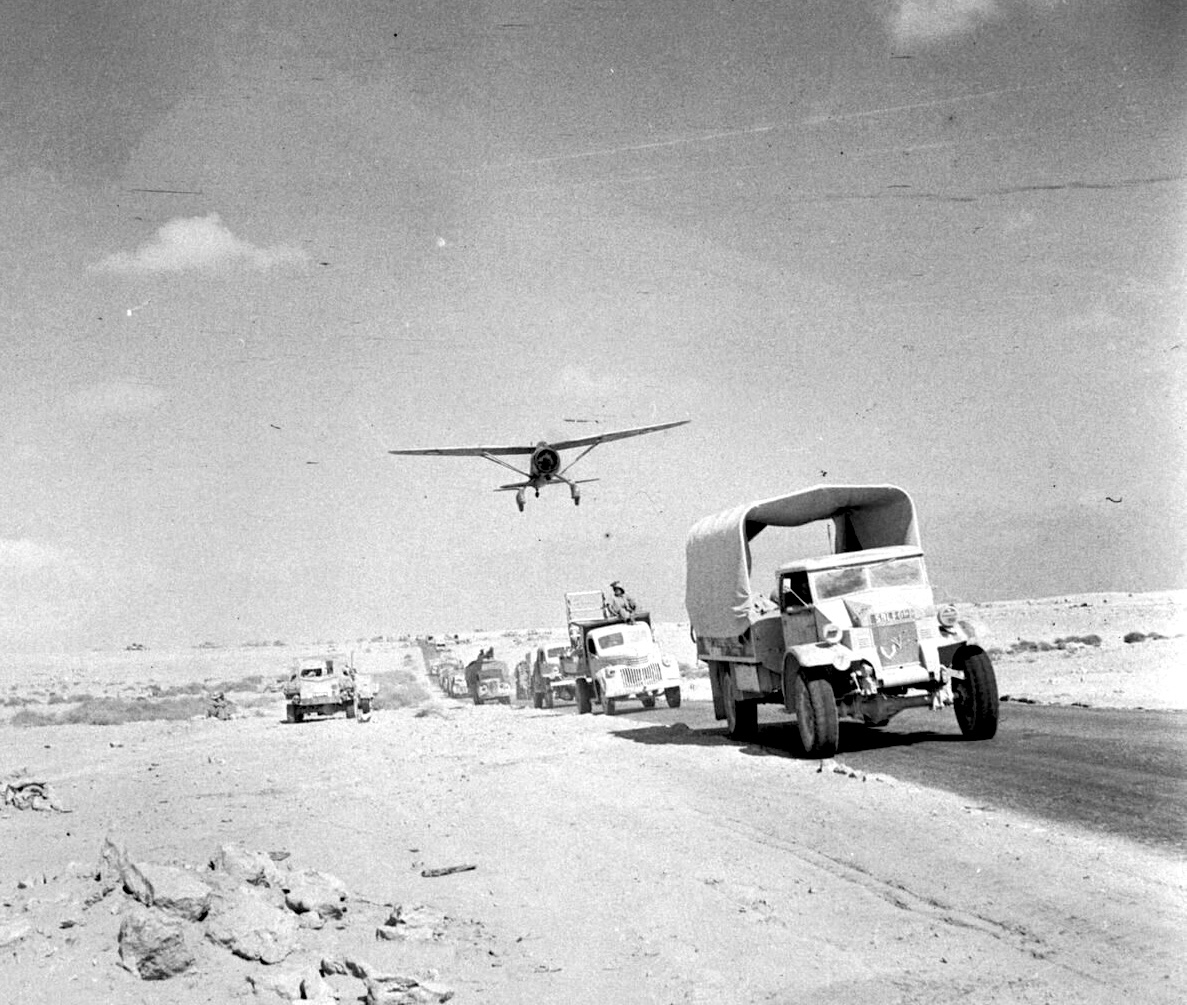
Armia brytyjska wycofuje się z pozycji pod Gazalą

Po zwycięstwie pod Tobrukiem Rommel ścigał wycofującą się 8 Armię. Jego zamiarem było doprowadzenie do walnej bitwy i pokonanie wroga w Afryce, zanim Brytyjczycy będą mieli szansę na wprowadzenie do walki nowych jednostek i zrekonstruowanie linii obronnej. Chociaż jego siły były bardzo osłabione po bitwie pod Gazalą, miały atuty w postaci szybkości natarcia, podstępu i zaskoczenia. 21 Dywizja Pancerna otrzymała jeden dzień na przegrupowanie, a następnie została wysłana do ataku wzdłuż wybrzeża Morza Śródziemnego do Egiptu. Zapasy paliwa i amunicji przechwycone w Tobruku zaspokoiły siły Osi przed ich wyprawą na granicę egipską i dalej na wschód.
Po klęsce pod Gazalą i utracie Tobruku gen. Auchinleck złożył rezygnację 22 czerwca, która została odrzucona. Aby spowolnić postęp sił niemiecko-włoskich w stronę Egiptu, brytyjskie dowództwo zamierzało uformować nową pozycję obronną na granicy Cyrenajki z Egiptem wzdłuż Drucianej Granicy (ang. Frontier Wire), jak nazywano sieć drutu kolczastego wyznaczającego granicę pomiędzy Cyrenajką a Egiptem na Pustyni Libijskiej. XIII Korpus gen. Williama Gotta miał się wycofać, prowadząc działania opóźniające. Siły Osi osiągnęły Drucianą Granicę 23 czerwca, wkrótce po XIII Korpusie. Nie było czasu na zorganizowanie obrony, a 8 Armii brakowało broni potrzebnej do utrzymania otwartego południowego krańca pozycji. Gott zarządził cofnięcie się o kolejne 193 km do pozycji Mersa Matruh. Brytyjska tylna straż próbowała zniszczyć zgromadzone tam zapasy paliwa i amunicji, aby nie wpadły w ręce wroga, a następnie Gott wycofał się bez wiązania walką sił Afrika Korps. Brytyjskie najwyższe dowództwo nakazało 8 Armii przygotować się do podjęcia decydującej bitwy w Mersa Matruh.
Rommel poprosił włoskiego przywódcę Benito Mussoliniego o swobodę w planowaniu manewrów, aby ścigać 8 Armię do Egiptu, a ten wyraził zgodę. Dodatkowe paliwo, sprzęt i amunicję uratowano z pozostałych brytyjskich posterunków na granicy. Rommel parł naprzód przez całą noc i następny dzień, nie napotykając żadnego oporu sił brytyjskich na lądzie, ale odnotowując nasilone ataki z powietrza. Siły RAF-u rosły w siłę i działały w bliskości swoich baz, podczas gdy Luftwaffe i Regia Aeronautica działały daleko od własnych lotnisk.
Po porażkach w Gazali i Tobruku 8 Armia była zdezorganizowana i wstrząśnięta, ale nie zdemoralizowana. Gen. Auchinleck zdał sobie sprawę, że zmiana dowodzenia jest konieczna, dlatego 25 czerwca zwolnił gen. Neila Ritchiego i przejął osobistą odpowiedzialność za dowództwo 8 Armii. Wydał wytyczne, aby zamienić 8 Armię w siłę, która kładła nacisk na mobilność i wyjaśnił, że jego najwyższym priorytetem jest zachowanie tej formacji nietkniętej jako siły bojowej. Ostatnią pozycją obronną przed Aleksandrią było El Alamein. Auchinleck przygotowywał się tam do obrony, ale mobilna bitwa obronna miała zostać stoczona pomiędzy Mersa Matruh a pozycją El Alamein. Dla Auchinlecka stało się jasne, że formacje nieruchome były bezradne wobec sił mobilnych i nie mógł sobie pozwolić na utratę większej liczby jednostek. Zmienił środki transportu, aby formacje piechoty XIII Korpusu były w pełni zmotoryzowane i podkreślił, że siły 8 Armii walczące w Mersa Matruh nie mogą pozwolić się odciąć.

## Preludium
Mersa Matruh (po arabsku kotwicowisko) było małym portem morskim położonym 193 km na wschód od granicy z Libią, w połowie drogi pomiędzy Cyrenajką a El Alamein. Miasto to łączyła z Aleksandrią linia kolejowa. Port miał długość 2 km i obejmował małe, głębokie kotwicowisko. Nadmorskie miasteczko nazywano małym Tobrukiem. Zostało ufortyfikowane w 1940 r. tuż przed włoską inwazją na Egipt w 1940 r. i dodatkowo wzmocnione podczas przygotowań do operacji Crusader. Była to ostatnia nadmorska forteca w posiadaniu sił alianckich w Afryce Północnej. Miasto położone jest na cienkiej nadmorskiej równinie, która rozciąga się w głąb lądu na odległość 16 km od wybrzeża. Dalej na południe na 19 km rozciąga się kolejna wąska równina sięgająca aż po skarpę Sidi Hamaza. Na wschodnim krańcu tej skarpy znajduje się droga do Minqar Qaim. Za nią leży położona na dużej wysokości pustynia, rozciągająca się na odległość 129 km na południe aż do depresji Kattara. Na zachodnim i południowym podejściu do miasta rozmieszczono pola minowe, lecz wschodnie przedpola twierdzy nie zostały zaminowane. Lotnisko polowe znajdowało się w głębi lądu. Droga nadmorska Via Balbia była główną trasą odwrotu i biegła bezpośrednio przez miasto.

### Plany sił Osi

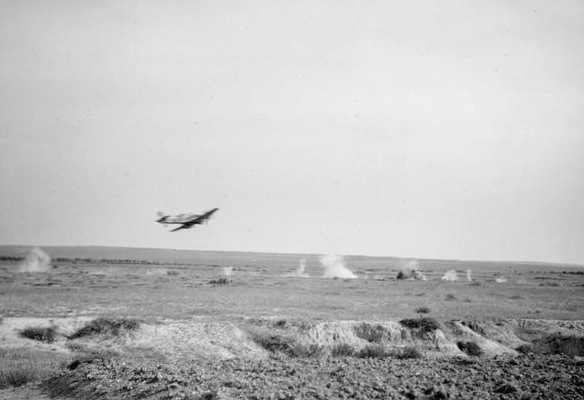
Nisko lecący myśliwiec Hawker Hurricane atakuje pojazd wojsk Osi w Afryce Północnej

Niemieckie plany bitwy zostały ukończone po przybyciu Rommla. Ich ogólny zarys polegał na dogonieniu i pokonaniu 8 Armii, zanim Brytyjczycy będą mieli szansę przegrupować się za nową linią obronną i odbudować swoją armię ze świeżymi formacjami. Po tym, jak Rommel zadał siłom pancernym wroga ciężki cios w bitwie pod Gazalą, chciał zniszczyć większą część nieprzyjacielskich formacji piechoty, zamykając je w twierdzy Mersa Matruh. Rommel wierzył, że w fortecy znajdują się cztery dywizje piechoty alianckiej, a resztki brytyjskich sił pancernych na południu. Planował użyć własnych formacji pancernych, aby odepchnąć brytyjskie czołgi na bok i pchnąć 90 Dywizję Lekką, by odcięła piechotę wroga w Mersa Matruh.
Uderzenie na Egipt zostało utrudnione przez działania RAF-u. Rommel pozostawił w tyle własne lotnictwo przez szybkie tempo postępów jego wojsk. Oprócz nękania transportu samochodowego sił Osi, samoloty RAF-u pozbawiły atakujących gen. Ettore Baldassarego, dowódcy włoskiego XX Korpusu Zmotoryzowanego, który został śmiertelnie ranny odłamkami bomb podczas ataku powietrznego 25 czerwca, kiedy przemieszczał się pomiędzy jego wiodącymi kolumnami. Baldassare był bardzo doceniany przez Rommla ze względu na odwagę i skuteczność.
Jednostki zwiadowcze Afrika Korps dotarły na obrzeża Mersa Matruh wieczorem 25 czerwca. Rommel planował zaatakować następnego dnia, ale rano 26 czerwca kolumna zaopatrzeniowa wojsk Osi została zniszczona, powodując niedobór paliwa i opóźniając atak do popołudnia. Informacje Rommla o pozycjach alianckich w Mersa Matruh były mocno ograniczone, częściowo przez brak lotów zwiadowczych, a częściowo z powodu utraty 621. batalionu sygnałowego, który Brytyjczycy rozbili w bitwie pod Gazalą.

### Brytyjskie plany

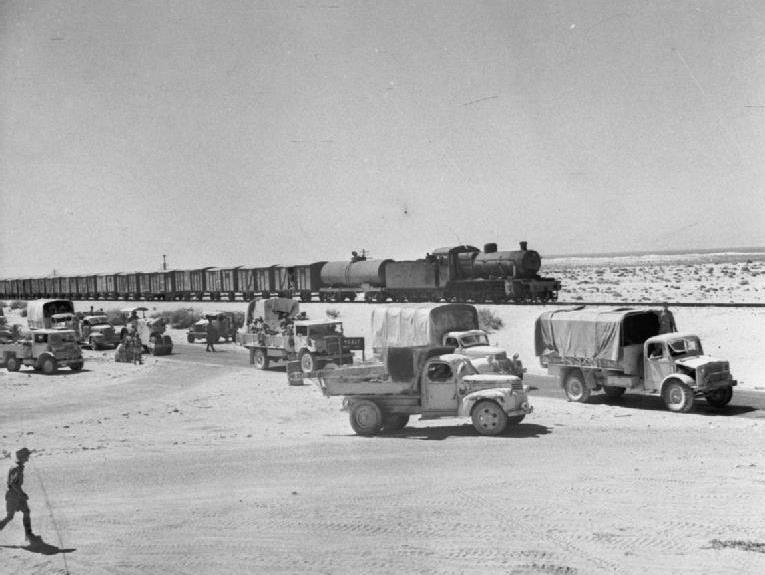
Ewakuacja sprzętu i zapasów 8 Armii z Mersa Matruh, 26 czerwca 1942 r.

Auchinleck przygotowywał obronę w Mersa Matruh do obsadzenia przez XXX Korpus, ale następnie przeniósł go z powrotem na pozycje w El Alamein, a jego pozycje obronne w Mersa Matruh zostały przejęte przez X Korpus gen. Williama Holmesa z dwiema dywizjami piechoty. Indyjska 10 Dywizja Piechoty została ustawiona bezpośrednio w Mersa Matruh, a 50 Dywizja Piechoty Northumbrian znajdowała się na wschód od miasta, broniąc wschodniego podejścia. Na południu XIII Korpus zajął pozycje na wzniesieniu nad drugą skarpą. Auchinleck polecił dowódcom korpusów, aby stawili jak najsilniejszy opór, a kiedy pierwszy z nich zostanie zaatakowany, drugi miał skorzystać z okazji, aby uderzyć na flankę atakujących wojsk Osi.
XIII Korpus składał się z indyjskiej 5 Dywizji Piechoty, nowozelandzkich 2 Dywizji Piechoty i 1 Dywizji Pancernej, ale indyjska 5 Dywizja składała się tylko z jednej 29 Brygady Piechoty. Ustawiono ją na południe od miasta na skarpie Sidi Hamaza. Nowozelandzka 2 Dywizja przybyła niedawno z Syrii. Zajmowała pozycje na wschodnim krańcu skarpy, na trasie do Minqar Qaim. 22 Brygada Pancerna z 1 Dywizji Pancernej znajdowała się na otwartej pustyni w odległości 8 km na południowy zachód. Dywizja została wzmocniona przez 7 Brygadę Zmotoryzowaną i 4 Brygadę Pancerną z 7 Dywizji Pancernej, które chroniły 8 Armię przed manewrem flankującym wokół otwartej południowej pustyni. Jednostki pancerne straciły prawie wszystkie swoje czołgi pod Gazalą, ale otrzymały zamienniki, dzięki czemu ich liczba wzrosła do 159 pojazdów, w tym 60 amerykańskich czołgów M3 Grant z działami kal. 75 mm.
Między korpusami znajdowała się równina otoczona skarpami, na której ułożono wąskie pole minowe, osłaniane przez grupy bojowe Gleecol i Leathercol z indyjskiej 29 Brygady Piechoty. Każda z tych grup miała dwa plutony piechoty i oddział artyleryjski. Wykluczające się wzajemnie rozkazy doprowadziły do zamieszania wśród dowódców alianckich. Siły alianckie musiały zaatakować wojska Osi z flanki i zadać im jak najwięcej strat, ale nie mogły ryzykować otoczenia i zniszczenia. W Mersa Matruh jednostki 8 Armii były znacznie silniejsze niż ścigające ich oddziały Afrika Korps, ale skuteczność działań aliantów została zmniejszona przez postawione im sprzeczne cele. Koordynacja sił alianckich była niewielka, a komunikacja na poziomie korpusu słaba.

## Bitwa

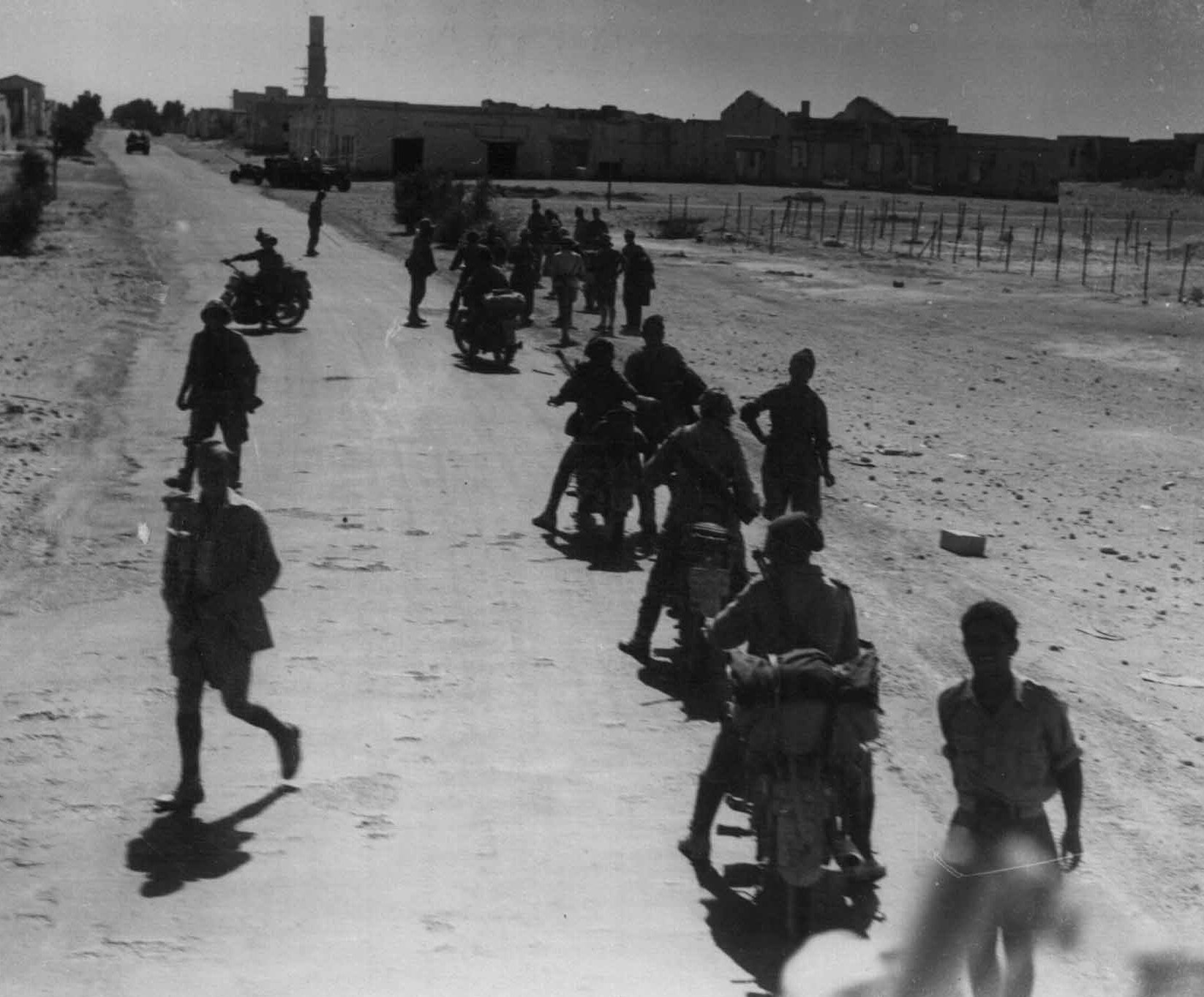
7 Pułk Bersaglieri

Opóźnienia w przygotowaniu jednostek i zatankowaniu pojazdów spowodowały, że atak sił Osi 26 czerwca rozpoczął się dopiero po południu. 21 Dywizja Pancerna poruszała się po krótkiej równinie między dwoma skarpami powyżej Mersa Matruh, z 90 Dywizją Lekką na lewej flance, podczas gdy 15 Dywizja Pancerna poruszała się po równinie nad drugą skarpą, a włoski XX Korpus Zmotoryzowany podążał za nimi. 90 Dywizja Lekka i 21 Dywizja Pancerna przecięły wąskie pole minowe i odepchnęły na bok grupy bojowe Gleecol i Leathercol. Na wysokiej równinie pustynnej 15 Dywizja Pancerna wpadła na 22 Brygadę Pancerną i straciła impet natarcia.
O świcie 27 czerwca 90 Dywizja Lekka wznowiła swój atak i zniszczyła 9. batalion Lekkiej Piechoty Durham 27 km na południe od Mersa Matruh. Gdy dywizja ruszyła na wschód, znalazła się pod ostrzałem artylerii 50 Dywizji Piechoty Northumbrian i została zmuszona do ukrycia się. Na południu Rommel podążał wraz z 21 Dywizją Pancerną, która pod osłoną pojedynku artyleryjskiego wykonała ruch flankujący przez czoło nowozelandzkiej 2 Dywizji Piechoty, docierając do wschodniego podejścia do Minqar Qaim. Dywizja wpadła tam na transport dywizyjny jednostki nowozelandzkiej, rozpraszając go. Chociaż Nowozelandczycy dzielnie stawili czoła 21 Dywizji Pancernej, ich droga odwrotu została odcięta. W południe 27 czerwca Auchinleck wysłał wiadomość do swoich dwóch dowódców korpusów, wskazując, że jeśli grozi im odcięcie, powinni raczej się wycofać, niż ryzykować okrążenie i zniszczenie ich sił. Rommel przeniósł się na północ i dołączył do 90 Dywizji Lekkiej. Zmusił ją do wznowienia natarcia, z koniecznością przecięcia drogi wzdłuż wybrzeża. Po zmroku 90 Dywizja dotarła do drogi nabrzeżnej i przecięła ją, blokując odwrót X Korpusu.

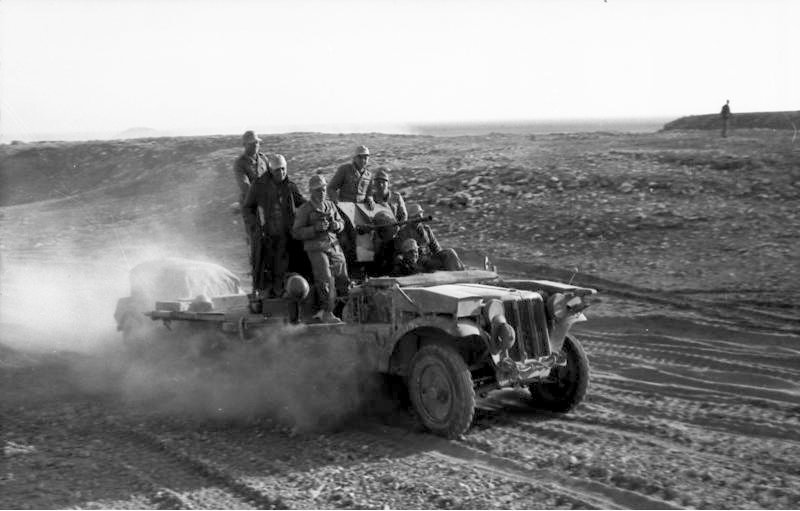
Sd.Kfz.10 z działkiem 2 cm FlaK 30

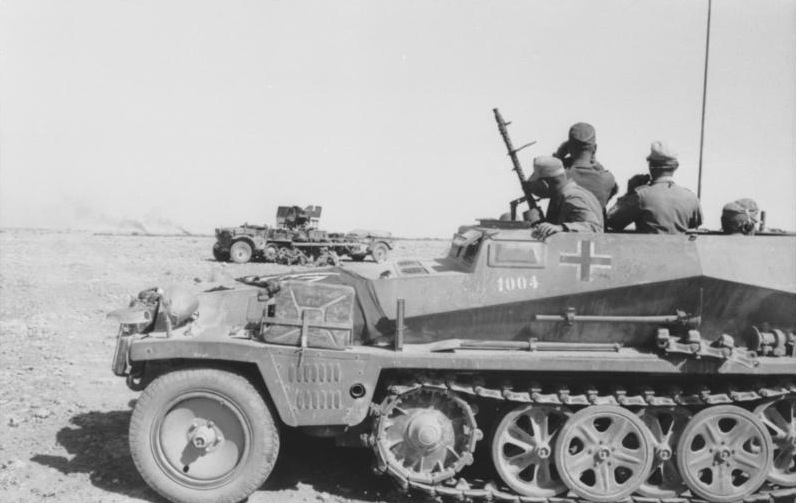
Sd.Kfz.250 na otwartej pustyni

W sytuacji odcięcia drogi odwrotu na wschód nowozelandzkiej 2 Dywizji, gen. Gott podjął decyzję o wycofaniu się tej nocy i powiadomił dowództwo 8 Armii. W rzeczywistości to Afrika Korps znajdował się w bardziej niebezpiecznej sytuacji. 90 Dywizja Lekka zajmowała wąską, odosobnioną drogę nadbrzeżną. 21 Dywizja Pancerna znajdowała się w odległości 24 km od niej, mocno naciskana przez nowozelandzką 2 Dywizję, a 15 Dywizja Pancerna i włoski XX Korpus zostały zablokowane przez brytyjską 1 Dywizję Pancerną. Jednak szansa nie została dostrzeżona, ponieważ głównym zmartwieniem w umyśle dowódcy korpusu było pozostawienie jego siły możliwie nietkniętej. Przekazał swój zamiar 8 Armii, planując zająć drugą pozycję obronną w Fuka, około 48 km na wschód od Mersa Matruh.
O godz. 21:20 27 czerwca Auchinleck rozkazał całej 8 Armii wycofać się do Fuki. W tym momencie dowódca nowozelandzkiej 2 Dywizji Piechoty, gen. Bernard Freyberg został ranny w szyję odłamkami pocisku. Przekazał dowodzenie bryg. Lindsayowi Inglisowi, dowódcy nowozelandzkiej 4 Brygady Piechoty. Inglis postanowił użyć swojej brygady, aby przedrzeć się na wschód, a następnie przeprowadzić tam dowództwo dywizji i 5 Brygadę. Zrezygnował z przygotowania artyleryjskiego, gdyż to zaalarmowałoby Niemców. Rozpoczęcie ataku zostało opóźnione do godziny 2:00 w nocy późnym przybyciem batalionu Maorysów. Zorganizowane ad hoc w grupę bojową trzy bataliony zeszły drogą do Minqar Qaim bezpośrednio na pozycje batalionu grenadierów pancernych 21 Dywizji Pancernej. Niemieccy obrońcy nie zdawali sobie sprawy z ataku Nowozelandczyków, dopóki ci nie byli prawie nad nimi, a nieprzyjaciel przeszedł przez ich pozycje obronne. Zmagania były zacięte i chaotyczne, czasem dochodziło do walki wręcz, a niektórzy ranni Niemcy zostali dobici bagnetami przez Nowozelandczyków, gdy ci przechodzili nad nimi, przez co dowództwo Afriki Korps złożyło formalną skargę. Po dotarciu na drugą stronę nieprzyjacielskich pozycji 4 Brygada przegrupowała się i rozpoczęła odwrót na wschód. Podczas tego ataku Inglis zaniepokoił się opóźnieniem i zbliżającym się świtem, decydując się na przepchnięcie reszty dywizji inną drogą. Obładowując maksymalnie cały dostępny transport, poprowadził dowództwo dywizji, grupę rezerwową i 5 Brygadę na południe, gdzie wpadł na pozycje batalionu pancernego 21 Dywizji Pancernej. W chaotycznej strzelaninie, która nastąpiła wkrótce po tym, wiele ciężarówek i pojazdów sanitarnych zostało podpalonych, ale większość sił alianckich zdołała się wymknąć. Wydano rozkazy wycofania XIII Korpusu do Fuka, ale nie jest jasne, czy otrzymała je nowozelandzka 2 Dywizja. Elementy korpusu ciągnęły na wschód do El Alamein. W ciągu trzech dni walki Nowozelandczycy ponieśli około 800 ofiar, w tym stracili swojego dowódcę dywizji.

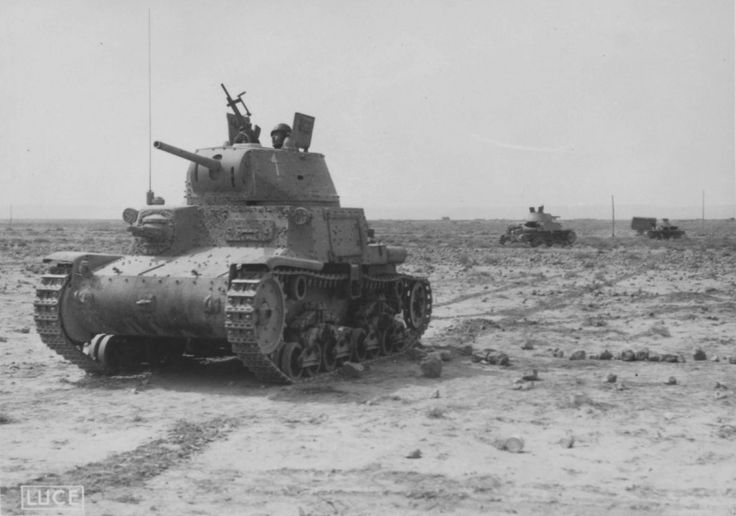
Włoski czołg Fiat M14/41

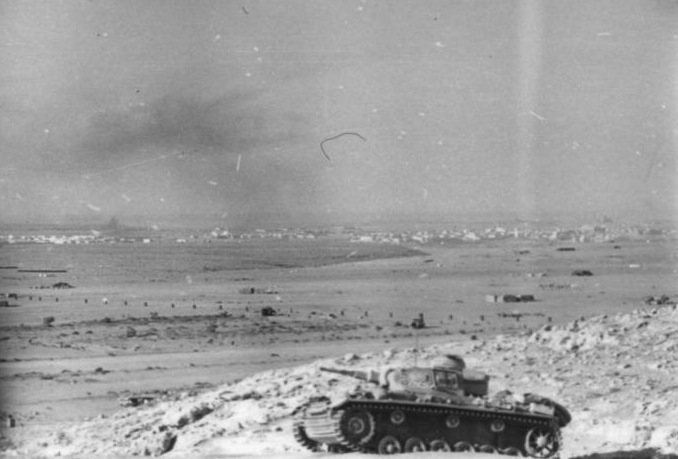
Panzer III na pierwszej skarpie, w oddali Mersa Matruh

Z powodu błędów komunikacyjnych polecenie Auchinlecka wycofania się dotarło do Holmesa dopiero wczesnym rankiem 28 czerwca. Przez całą noc X Korpus atakował na południe, aby przedostać się do Gotta, nie zdając sobie sprawy z tego, że XIII Korpus już odszedł. Pomiędzy Holmesem i Auchinleckiem miała miejsce krótka dyskusja, w której Holmes rozważył trzy opcje: pozostać i utrzymywać fortecę tak długo, jak to możliwe, zaatakować na wschód drogą wzdłuż wybrzeża i przebić się przez 90 Dywizję Lekką lub wyrwać się w nocy na południe. Auchinleck dał jasno do zrozumienia, że X Korpus nie będzie próbował utrzymać się na tej pozycji obronnej i ocenił, że nie ma sensu walczyć na wschód wzdłuż drogi nadbrzeżnej. Rozkazał Holmesowi podzielić swoje siły na kolumny i odejść na południe. Mieli jechać jeszcze kilka kilometrów, zanim skręcą na wschód, by dotrzeć do El Alamein.
Tej nocy X Korpus zebrał się w małe kolumny i wyruszył na południe. Afrika Korps ruszył dalej, pozostawiając tylko Włochów i 90 Dywizję Lekką, aby zająć Mersa Matruh. Podczas przemarszu miały miejsce zacięte walki przede wszystkim sił alianckich i włoskich. Jedna z kolumn wybrała ścieżkę przechodzącą bardzo blisko głównego sztabu Afrika Korps. Sztab Rommla był osobiście zaangażowany w walkę, a najwyżsi oficerowie musieli dobyć broni osobistej. Po pewnym czasie Rommel przeniósł swoją kwaterę główną na południe i oddalił się od strefy walk.
Indyjska 29 Brygada Piechoty przybyła do punktu zbornego w Fuka późnym popołudniem 28 czerwca. Niedługo potem dotarła tam niemiecka 21 Dywizja Pancerna. Dowódca brygady zorganizował transport na wypadek, gdyby konieczne było szybkie wycofanie się, ale atak niemieckiej dywizji nastąpił zbyt szybko i hinduska brygada została pokonana i zniszczona. Wczesnym rankiem 29 czerwca 90 Dywizja Lekka i włoska Dywizja Pancerna „Littorio” otoczyły Mersah Matruh. 10 Indyjska Dywizja Piechoty próbowała przebić się w nocy 28 czerwca, ale została odparta przez Włochów z „Littorio”. Pozycje w Mersa Matruh ostrzelała artyleria dywizji „Brescia” i „Trento”, które wraz z 90 Dywizją Lekką reprezentowały główne siły rzucone na twierdzę i po krótkotrwałych walkach piechoty oraz nieudanych próbach ucieczki załogi, Mersa Matruh musiała się poddać. 29 czerwca 7 Pułk Bersaglieri wszedł do twierdzy i przyjął kapitulację 6 tys. żołnierzy alianckich, przechwytując jednocześnie wiele zapasów i sprzętu.
90 Dywizja Lekka nie miała czasu na odpoczynek; szybko została wysłana drogą wzdłuż wybrzeża po śladach wycofującej się 8 Armii. Wpis w dywizyjnym dzienniku wojennym odnotowywał: „Po wszystkich dniach ciężkiej walki nie mieliśmy okazji odpocząć ani wykąpać się w oceanie”. 21 Dywizja Pancerna przechwyciła niektóre brytyjskie kolumny w pobliżu Fuki i wzięła kolejnych 1600 jeńców.
Rommel skierował Afrika Korps około 24 km w głąb lądu, aby spróbować odciąć więcej sił 8 Armii. Małe kolumny z obu stron ciągnęły przez pustynię w kierunku El Alamein. Jednostki zmieszały się i zdezorganizowały, a kolumny wrogich wojsk biegły czasem równolegle do siebie, niejednokrotnie nawet kolumny niemieckie wyprzedzały wycofujących się Brytyjczyków. Kolumny te czasami wdawały się ze sobą w wymianę ognia, a ponieważ około 85 proc. środków transportu kołowego Afrika Korps stanowił zdobyczny sprzęt brytyjski lub amerykański, często trudno było odróżnić przyjaciela od wroga.

## Następstwa
Na przebieg bitwy pod Mersa Matruh kluczowy wpływ miało rozmieszczenie sił 8 Armii, niezrozumienie go przez Rommla i chroniczny brak koordynacji pomiędzy brytyjską piechotą a jednostkami pancernymi. Po wojnie feldmarsz. Henry Maitland Wilson powiedział: „XIII Korpus po prostu zniknął i pozostawił X Korpus na pastwę losu”. Holmes oszacował, że tylko 60 proc. sił X Korpusu dotarło do El Alamein. Friedrich von Mellenthin, oficer wywiadu Rommla podczas tej bitwy, skomentował: „W wyniku wahania Auchinlecka Brytyjczycy nie tylko stracili wielką szansę na zniszczenie Panzerarmee, ale ponieśli poważną porażkę, która mogła łatwo przerodzić się w nieodwracalną katastrofę. Podkreślam to, ponieważ dla ucznia generała istnieje niewiele bitew tak pouczających jak Mersa Matruh”.
Po odwrocie z Mersa Matruh ocalałe jednostki X Korpusu były rozproszone i bardzo zdezorganizowane. Wycofano je w rejon Delty Nilu jako „Delta Force”; nie były w stanie uczestniczyć we wczesnych fazach I bitwy pod El Alamein. Nowozelandzka 2 Dywizja Piechoty nie przegrupowała się w Fuka, ale kontynuowała walkę od razu w El Alamein. Nowozelandczycy zostali tam rozmieszczeni na pierwszej linii. Podczas bitwy do niewoli dostało się ok. 8 tys. żołnierzy alianckich, z czego 6 tys. w samym Mersa Matruh, stracono również czterdzieści brytyjskich czołgów. Duże zrzuty zaopatrzenia dla aliantów zostały przechwycone przez siły Osi i wystarczyły im na utrzymanie jednej dywizji.
Po upadku Mersa Matruh samoloty Luftwaffe i Regia Aeronautica operujące z tamtejszego lotniska mogły stacjonować w odległości zaledwie 257 km od bazy morskiej w Aleksandrii. W świetle tego zagrożenia dowództwo Royal Navy wycofało Flotę Śródziemnomorską, rozpraszając jej siły po kilku mniejszych wschodnich portach śródziemnomorskich. W Aleksandrii i Kairze pojawiła się panika. Szef amerykańskiej misji wywiadu wojskowego przewidywał, że brytyjskie pozycje w Egipcie załamią się za niecały tydzień. Cywile uciekali na wschód do Palestyny, a powietrze było gęste od dymu z płonących oficjalnych i tajnych dokumentów. Konsulat brytyjski był oblegany przez osoby ubiegające się o wizę. Armia brytyjska zalała miejscami deltę Nilu, przygotowując się do rozbiórki infrastruktury i budowy pozycji obronnych w Aleksandrii oraz na kanale Sueskim. Taktyka spalonej ziemi była rozpatrywana, ale jej nie przyjęto.
Mellenthin napisał: „Rommel mógł mieć szczęście, ale Mersa Matruh była z pewnością wspaniałym niemieckim zwycięstwem i dała nam wielkie nadzieje na „wybicie” 8 Armii poza linię Alamein”. Auchinleck jednak zjednoczył 8 Armię i podczas miesięcznej pierwszej bitwy pod El Alamein powstrzymał niemiecki postęp. Po jej zakończeniu obie strony były wyczerpane, ale Brytyjczycy nadal utrzymywali swoje pozycje.
Kryzys wojsk alianckich minął, a 8 Armia zaczęła zwiększać swoją siłę, przygotowując się do powrotu do ofensywy. Bitwa pod Mersa Matruh działała jednak również jako czynnik podnoszący morale włoskich żołnierzy Rommla, ponieważ została głównie przez nich wygrana, choć pod dowództwem niemieckim.